# Rouvres-les-Vignes
Rouvres-les-Vignes és un municipi francès situat al departament de l'Aube i a la regió del Gran Est. L'any 2007 tenia 128 habitants.

## Demografia

### Població
El 2007 la població de fet de Rouvres-les-Vignes era de 128 persones. Hi havia 49 famílies de les quals 12 eren unipersonals (8 homes vivint sols i 4 dones vivint soles), 12 parelles sense fills i 25 parelles amb fills.
La població ha evolucionat segons el següent gràfic:
Habitants censats

### Habitatges
El 2007 hi havia 59 habitatges, 50 eren l'habitatge principal de la família, 6 eren segones residències i 3 estaven desocupats. Tots els 58 habitatges eren cases. Dels 50 habitatges principals, 37 estaven ocupats pels seus propietaris, 10 estaven llogats i ocupats pels llogaters i 3 estaven cedits a títol gratuït; 1 tenia dues cambres, 5 en tenien tres, 16 en tenien quatre i 28 en tenien cinc o més. 30 habitatges disposaven pel capbaix d'una plaça de pàrquing. A 21 habitatges hi havia un automòbil i a 26 n'hi havia dos o més.

### Piràmide de població
La piràmide de població per edats i sexe el 2009 era:
| Homes | Edats   | Dones |
| ----- | ------- | ----- |
| 0     | 95 o +  | 0     |
| 0     | 90 a 94 | 0     |
| 0     | 85 a 89 | 0     |
| 0     | 80 a 84 | 0     |
| 0     | 75 a 79 | 8     |
| 16    | 70 a 74 | 4     |
| 0     | 65 a 69 | 4     |
| 0     | 60 a 64 | 0     |
| 0     | 55 a 59 | 0     |
| 4     | 50 a 54 | 4     |
| 4     | 45 a 49 | 4     |
| 0     | 40 a 44 | 0     |
| 8     | 35 a 39 | 4     |
| 8     | 30 a 34 | 4     |
| 8     | 25 a 29 | 4     |
| 0     | 20 a 24 | 4     |
| 0     | 15 a 19 | 0     |
| 0     | 10 a 14 | 4     |
| 8     | 5 a 9   | 8     |
| 4     | 0 a 4   | 8     |

## Economia
El 2007 la població en edat de treballar era de 83 persones, 66 eren actives i 17 eren inactives. De les 66 persones actives 61 estaven ocupades (33 homes i 28 dones) i 5 estaven aturades (2 homes i 3 dones). De les 17 persones inactives 8 estaven jubilades, 5 estaven estudiant i 4 estaven classificades com a «altres inactius».

### Ingressos
El 2009 a Rouvres-les-Vignes hi havia 52 unitats fiscals que integraven 123 persones, la mediana anual d'ingressos fiscals per persona era de 25.049 €.

### Activitats econòmiques
Dels 4 establiments que hi havia el 2007, 1 era d'una empresa alimentària, 2 d'empreses de comerç i reparació d'automòbils i 1 d'una empresa de transport.
L'any 2000 a Rouvres-les-Vignes hi havia 36 explotacions agrícoles que ocupaven un total de 682 hectàrees.

## Poblacions més properes
El següent diagrama mostra les poblacions més properes.